# CinemaScore
Ne doit pas être confondu avec CinemaScope.
 (octobre 2024).
Le contenu est difficilement compréhensible vu les erreurs de traduction, qui sont peut-être dues à l'utilisation d'un logiciel de traduction automatique.
CinemaScore est une société de recherche de marché implantée à Las Vegas dans le Nevada. Cette société étudie la fréquentation d'un film afin d'évaluer, avec des notes-lettres, le nombre de fois qu'un film a été vu, elle rapporte ensuite les résultats et les prévisions de recettes basées sur ces résultats au Box-office.

## Historique
CinemaScore fut fondé par Ed Mintz en 1982. Ed Mintz en est encore le président. CinemaScore mène des études sur les audiences en salles d'un film, en interrogeant les personnes qui ont vu le film sur leurs impressions et sur ce qui leur a donné envie de voir le film. Les résultats ont ensuite publiés dans le Entertainment Weekly. CinemaScore mène également des études afin de déterminer l'intérêt du public à louer des films en vidéo, en classant les personnes par âge et par sexe, et transmettant ces informations aux sociétés de distribution comme Fox Video Corporation.
Le sondeur de CinemaScore, Dede Gilmore, rapporta la tendance en 1993, « La plupart de films obtiennent facilement un B-plus. Je pense que le gens recherchent le divertissement. Ils attendent beaucoup. Ils sont plus indulgents avec les notes. Mais comme les cinéphiles le font de plus en plus, ils sont plus stricts avec les critiques. » En 1993, les films notés avaient plus tendance à obtenir un A, comme Le Temps d'un week-end, Des hommes d'honneur ou Chute libre. Alors que les films obtenant un B incluaient Sommersby et Cœur sauvage de Tony Bill. Quant au film qui obtint un C cette année-là fut Body.
Un site internet a été créé par CinemaScore en 1999, trois ans après la demande par le président du CinemaScore, de parrainage par des magazines et sociétés de vidéo. Brad Peppard fut président de CinemaScore Online de 1999 à 2002. Le site internet comprend une banque de données de près de 2 000 films ainsi que les réactions de leur public. Avant le lancement du site, les résultats de CinemaScore étaient publiés dans Las Vegas Review-Journal ainsi que Reno Gazette-Journal. Cette expansion vers internet possède également un abonnement à une lettre d'information hebdomadaire pour que les cinéphiles soient avertis des résultats. Cependant, le site a été supprimé depuis.
En 1999, CinemaScore répertoriait environ 140 films par an, dont 98 à 99 % de sorties des Major Studios. Pour chaque film, les employés interrogeaient 400 à 500 spectateurs dans trois des 15 sites de CinemaScore, dont les villes de Las Vegas, Los Angeles, San Diego, Denver, Milwaukee, St. Louis, Dallas, Atlanta, Tampa, Phoenix, et Coral Springs.
Pendant l'été 2002, CinemaScore indiquait que la saison avait eu la note collective moyenne la plus haute depuis 1995. Pendant l'été 2000, 25 des 32 films obtirent des notes A et B. en 2001, 26 sur 30 avaient eu les mêmes notes, alors qu'en 2002 il s'agissait de 32 films sur 34, ce dernier résultat fut la plus haute moyenne de la décennie.

## Évaluation
Les représentants de CinemaScore donnent dans 25 grandes villes une petite carte de sondage lors des journées portes-ouvertes. Les cartes renseignent sur l'âge, le sexe, une note à donner au film entre A+ et F, qu'ils aient loué ou acheté le film en DVD ou Blu-Ray, et enfin la raison pour laquelle ils ont choisi ce film. Les données sont ensuite triées par groupes d'âges (moins de 21, 21-34 ans, 35 et plus) et de sexe. Puis les studios de film et autres souscripteurs reçoivent le résultat aux environs de 23 heures (Heure du Pacific). Bien que les données soient du domaine privé, les notes sont rapidement connues et largement relayées par l'industrie de cinéma et les médias.
Comme les audiences de nuit attirent vraisemblablement plus de monde, une note égale à C sur un film est « une mauvaise nouvelle ». D'après Mintz, « Les films n'ont pas moins que C. Un C est un échec. Et il est si rare qu'un film récolte un F. Je veux dire, si c'est un F, il ne sortirait jamais,. » Cependant, depuis 1986, 19 films ont obtenu une note égale à F dans les taux d'audience, notamment le remake de George Clooney sorti en 2002, Solaris, ainsi que six films d'horreur : Darkness (2002), Wolf Creek (2005), Bug (2006), The Box (2009), Devil Inside (2012) et Mother! de Darren Aronofsky (2017). 
Les prévisions de CinemaScore pour les recettes de box-office fondées sur les études « étonnamment exactes » comme « la plupart des pics de l'entreprise (…) sont dans la bonne fourchette », en 2009 les prévisions étaient exactes concernant le succès de Very Bad Trip ainsi que l'échec de Le Monde (presque) perdu.